# Fragole infinite
| Recensione              | Giudizio |
| ----------------------- | -------- |
| Dizionario del Pop-Rock | [ 1 ]    |
| 24.000 dischi           | [ 2 ]    |

Fragole infinite è il quarto album in studio di Alberto Fortis registrato presso gli Abbey Road Studios di Londra e pubblicato nel 1982 dalla Philips.

## Descrizione
Disco dedicato a John Lennon, il titolo è libera traduzione di Strawberry Fields Forever dei Beatles.
Testi e musiche sono di Alberto Fortis mentre gli arrangiamenti e la produzione sono di Alberto Fortis e Claudio Fabi.

## Tracce
Lato A
Testi e musiche di Alberto Fortis.
1. Fragole infinite – 3:14
2. Due file – 3:40
3. Ti dirò – 3:41
4. Non più di tanto – 2:46
5. L'uomo grande – 2:51
6. Galli – 3:29

Durata totale: 19:41
Lato B
Testi e musiche di Alberto Fortis.
1. Angelo – 3:02
2. Suzy Body – 2:50
3. Dimmi di no – 3:21
4. Liquido breve per Bibo – 4:17
5. Neve – 3:42

Durata totale: 17:12

## Formazione
- Alberto Fortis - voce, pianoforte, Fender Rhodes, spinetta, organo Hammond, sintetizzatore, percussioni
- Claudio Dentes - chitarra elettrica
- Piero Gemelli - chitarra elettrica, chitarra acustica
- Dave Vorhaus - sintetizzatore
- Franco Cristaldi - basso
- Beppe Gemelli - batteria, percussioni, piatti
- Raphael Ravenscroft - sax
- Rossana Casale, Betty Vittori - cori
- London Philharmonic Orchestra - archi e fiati

Note aggiuntive
- Alberto Fortis e Claudio Fabi - produttori
- Claudio Fabi - arrangiamenti, orchestrazione archi e fiati, arrangiamenti vocali
- Michael Lee - convocatore
- Album realizzato agli studi 2 e 3 di Abbey Road, London
- Peter James - 1º tecnico del suono
- Mark Vigars - 2º tecnico del suono
- Cutting: Master Room - Aarom Chakraverty
- Copertina realizzata dallo Studio Convertino
- Rossana Casale - foto di copertina[6]